# Валуев, Владимир Николаевич
Владимир Николаевич Валуев (1908 — 14 июля 1977) — советский хозяйственный деятель, заместитель председателя Совета Министров УССР, министр топливной промышленности УССР.

## Биография
Родился в г. Харькове в семье рабочего.
Начал работать с 14 лет, прошел путь от рабочего до директора завода.
Член КПСС с 1928.
В 1933—1937 гг. — директор механического завода литья в Харькове.
В 1937 окончил Харьковскую промышленную академию. В 1937—1941 гг. — председатель Харьковской областной плановой комиссии, заместитель председателя Харьковского облисполкома.
В 1941—1942 гг. — уполномоченный оперативной группы Военного совета 21-й армии. В 1942—1943 гг. — заместитель председателя Харьковского облисполкома. В 1943—1950 гг. — председатель Госплана УССР. В 1950—1953 гг. — заместитель, 1-й заместитель министра местной промышленности УССР.
В 1953—1954 гг. — министр топливной промышленности УССР. В 1954—1957 гг. — заместитель председателя Совета Министров УССР. В 1957 гг. — министр топливной промышленности УССР.
В 1957 — 1958 гг. — председатель Львовского совнархоза. В 1958—1962 гг. — заместитель председателя Государственного научно-технического комитета СМ СССР. В 1963—1969 гг. — председатель плановой комиссии Юго-Западного экономического района УССР. С 1969 на пенсии.
Работал заведующий отделом редакции журнала «Экономика Советской Украины».
Кандидат в члены ЦК КП(б)У в 1949—1952, член ЦК КПУ в 1954—1960.

## Награды
- орден Ленина (23.01.1948)